# Gurelca sonorensis
Gurelca sonorensis är en fjärilsart som beskrevs av Clark 1916. Gurelca sonorensis ingår i släktet Gurelca och familjen svärmare. Inga underarter finns listade i Catalogue of Life.